# 14 de janeiro
14 de janeiro é o 14.º dia do ano no calendário gregoriano. Faltam 351 dias para acabar o ano (352 em anos bissextos).

## Eventos históricos

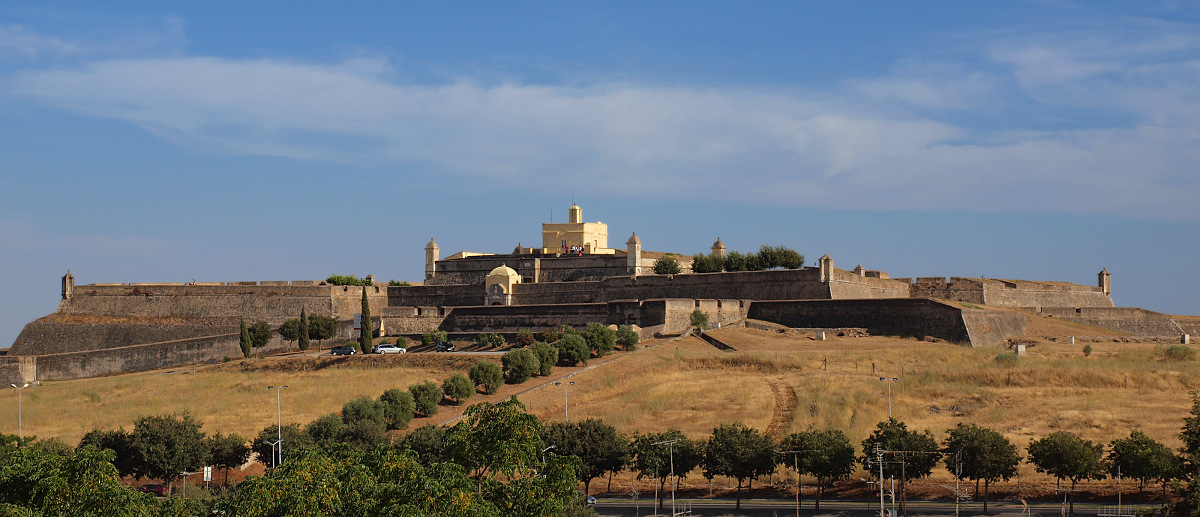
1659: Batalha das Linhas de Elvas

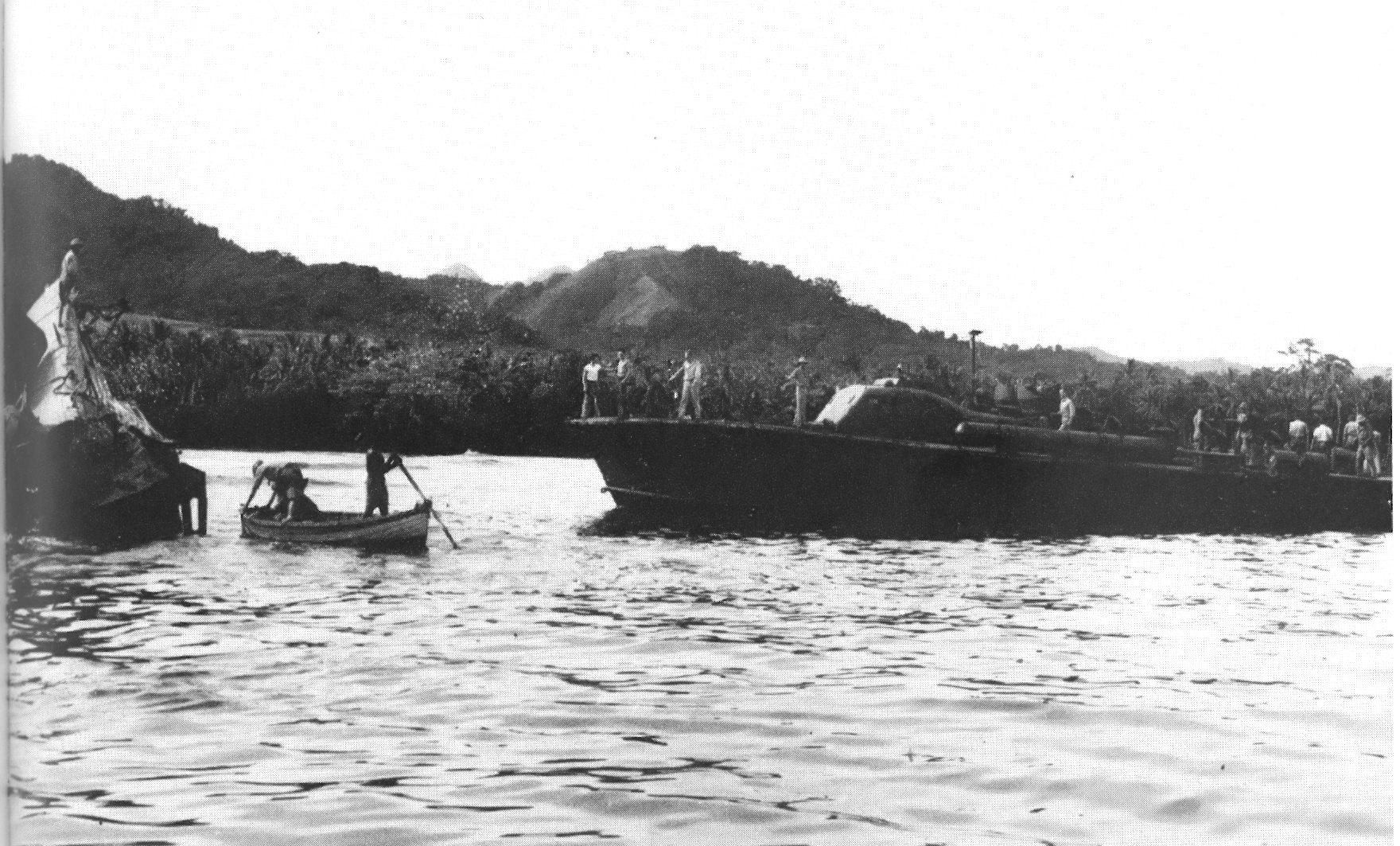
1943: Operação Ke

- 1236 — O rei Henrique III da Inglaterra se casa com Leonor da Provença.[1]
- 1301 — André III da Hungria morre pondo fim à dinastia Arpades na Hungria.
- 1539 — Espanha anexa Cuba.
- 1659 — Guerra da Restauração: portugueses e espanhóis se enfrentam na Batalha das Linhas de Elvas.
- 1784 — Guerra de Independência dos Estados Unidos: Dia da Ratificação — o Congresso da Confederação ratifica o Tratado de Paris com o Império Britânico.
- 1797 — Guerras Napoleônicas: Batalha de Rivoli, uma vitória-chave na primeira campanha francesa na Itália contra a Áustria.
- 1814 — Tratado de Kiel: Frederico VI da Dinamarca cede a Noruega à Suécia em troca da Pomerânia.
- 1822 — Guerra de independência da Grécia: Acrocorinto é capturada por Theodoros Kolokotronis e Demetrios Ypsilantis.
- 1827 — Rússia reconhece a independência do Brasil.
- 1858 — Napoleão III da França escapa de uma tentativa de assassinato feita por Felice Orsini e seus cúmplices em Paris.[2]
- 1900 — A Tosca de Giacomo Puccini estreia em Roma.
- 1907 — Um terremoto de magnitude de 6,2 em Kingston, Jamaica, mata mais de 1  000 pessoas.[3]
- 1911 — Expedição ao Polo Sul de Roald Amundsen atinge a borda leste da plataforma de gelo Ross.
- 1939 — Noruega reivindica a Terra da Rainha Maud na Antártida.
- 1943 — Segunda Guerra Mundial:
  - Japão inicia a bem-sucedida Operação Ke para evacuar suas forças de Guadalcanal durante a Campanha de Guadalcanal.
  - Franklin D. Roosevelt e Winston Churchill iniciam a Conferência de Casablanca para discutir estratégias e estudar a próxima fase da guerra.
- 1950 — Voo inaugural do primeiro protótipo do MiG-17.
- 1953 — Josip Broz Tito é eleito o primeiro presidente da Iugoslávia.[4]
- 1954 — A Hudson Motor Car Company se funde com a Nash-Kelvinator Corporation, formando a American Motors Corporation.
- 1957 — O Brasil envia tropas militares para o Canal de Suez. Os brasileiros irão reforçar as tropas da Organização das Nações Unidas (ONU) que ocupam o canal, as tropas brasileiras servirão por dez anos na região.
- 1960 — É estabelecido o Banco da Reserva da Austrália, o banco central do país e a autoridade emissora de notas.[5]
- 1967 — Contracultura da década de 1960: The Human Be-In acontece em São Francisco, Califórnia, no Golden Gate Park, lançando o Verão do Amor.
- 1969 — Início da missão espacial soviética Soyuz 4.
- 1972 — Margarida II da Dinamarca ascende ao trono, a primeira Rainha da Dinamarca desde 1412 e o primeiro monarca dinamarquês não chamado Frederico ou Cristiano desde 1513.
- 1973 — Transmissão ao vivo via satélite do concerto de Elvis Presley, Aloha from Hawaii: Via Satellite marca o recorde como a transmissão mais assistida por um animador individual na história da televisão.
- 2000 — Tribunal das Nações Unidas condena cinco croatas da Bósnia a 25 anos de prisão pela morte de mais de 100 bósnios muçulmanos em 1993.
- 2005 — Sonda Cassini-Huygens pousa em Titã.
- 2010 — Iêmen declara uma guerra aberta contra o grupo terrorista al-Qaeda.
- 2011 — Zine El Abidine Ben Ali, presidente da Tunísia, foge para a Arábia Saudita depois de uma série de manifestações de rua contra seu regime e políticas corruptas, pedindo liberdade, direitos e democracia, considerado o aniversário da Revolução da Tunísia e do nascimento da Primavera Árabe.
- 2016
  - Ataque suicida em Jacarta, Indonésia, mata duas pessoas.
  - Organização Mundial da Saúde declara o fim da epidemia por vírus ebola na África Ocidental que causou mais de onze mil mortes.
- 2019 — Quinze pessoas morrem após um Boeing 707 da Saha Air Lines cair na Base Aérea iraniana de Fath.
- 2020 — Cientistas anunciam que grãos de poeira estelar pré-solares do meteorito Murchison se formaram há entre 5 e 7 bilhões de anos, sendo o material sólido mais antigo encontrado na Terra até ao presente.
- 2021 — Pandemia de COVID-19 no Brasil: Como resultado de má gestão em lidar com a crise de saúde, faltaram cilindros de oxigênio em Manaus e os hospitais da cidade entraram em colapso.
- 2024 — Abdicação da rainha Margarida II ao trono dinamarquês em favor de seu filho, Frederico X. Curiosamente a rainha escolheu o dia de sua abdicação o dia do aniversário de 52 anos de sua ascensão ao trono.

## Nascimentos

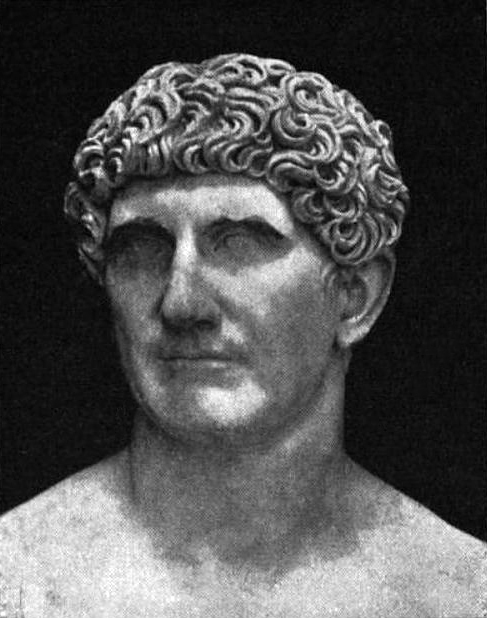
Marco Antônio

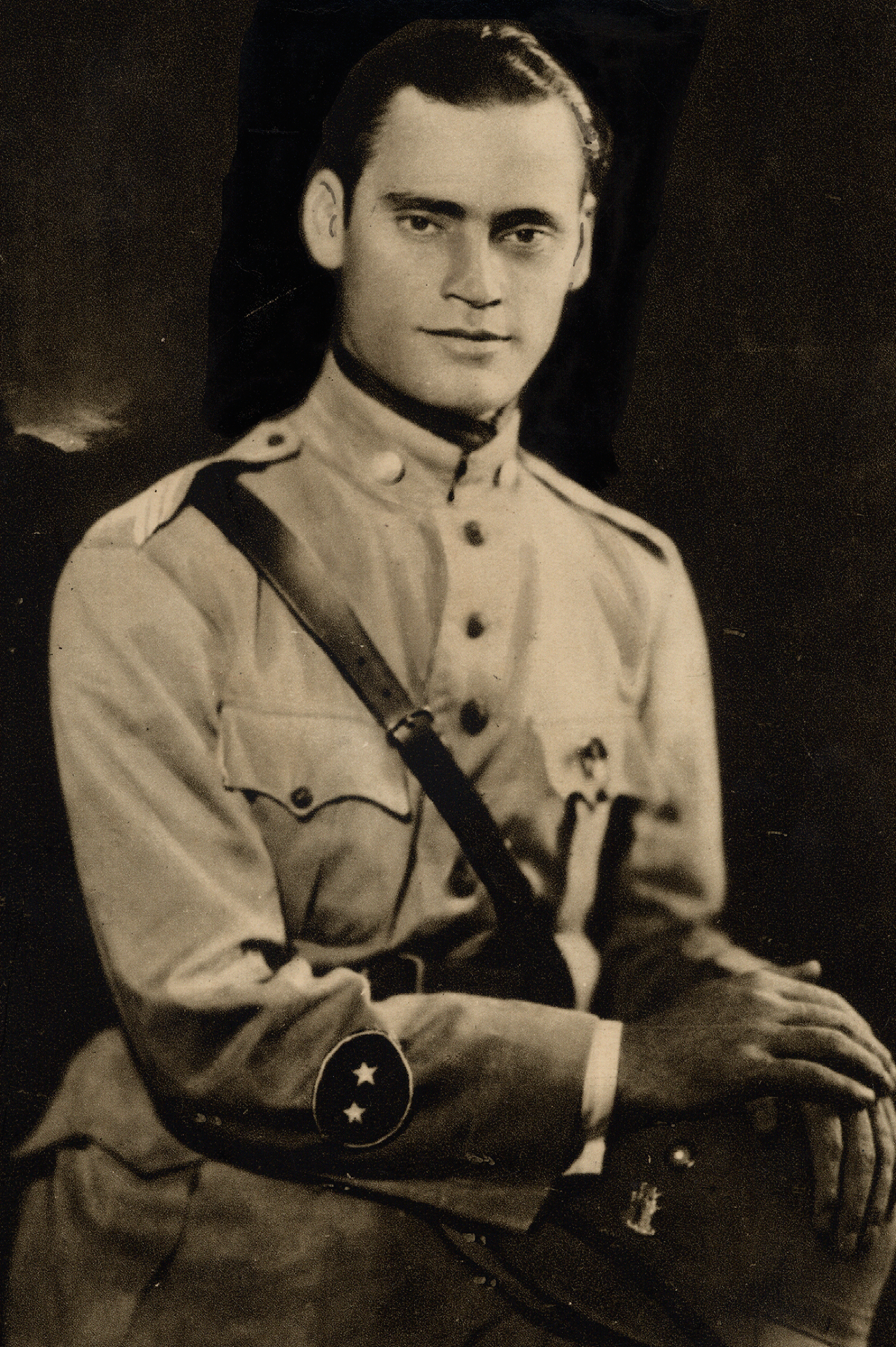
Juarez Távora

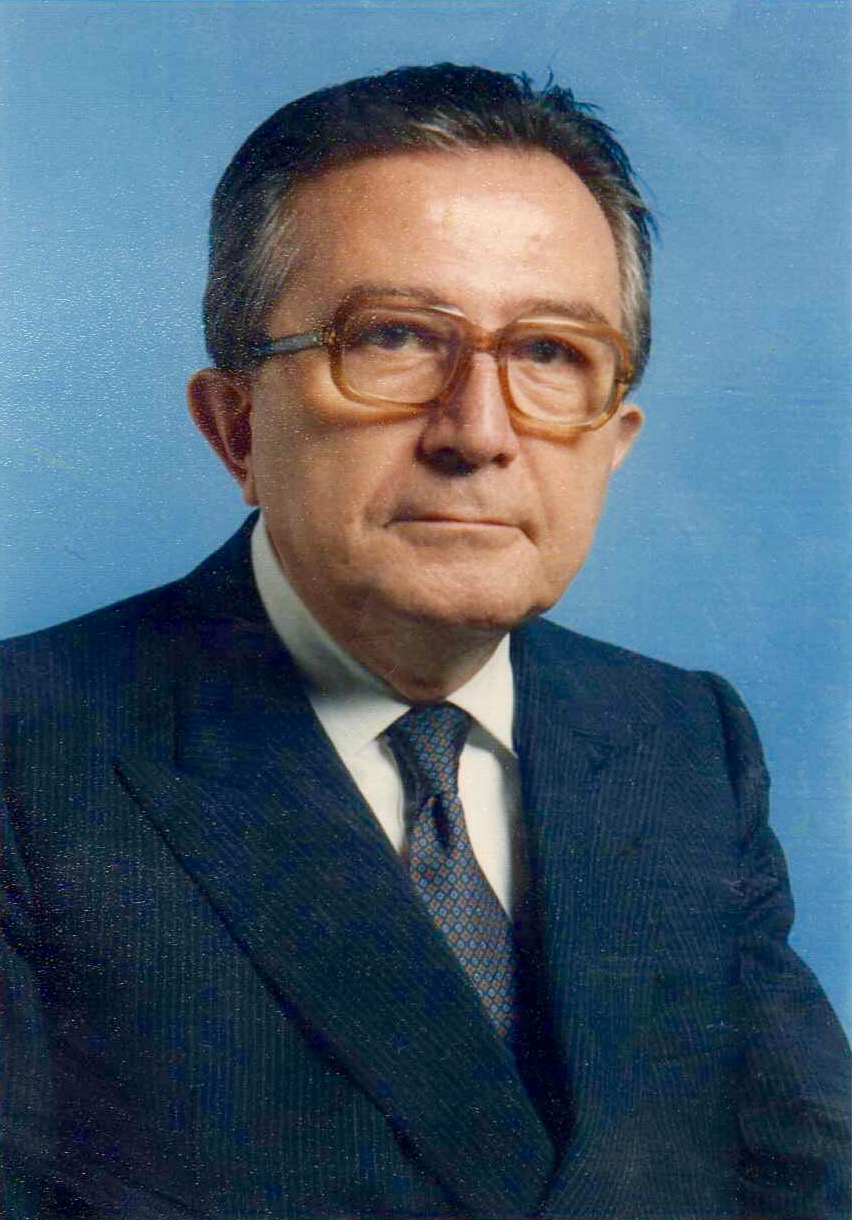
Giulio Andreotti

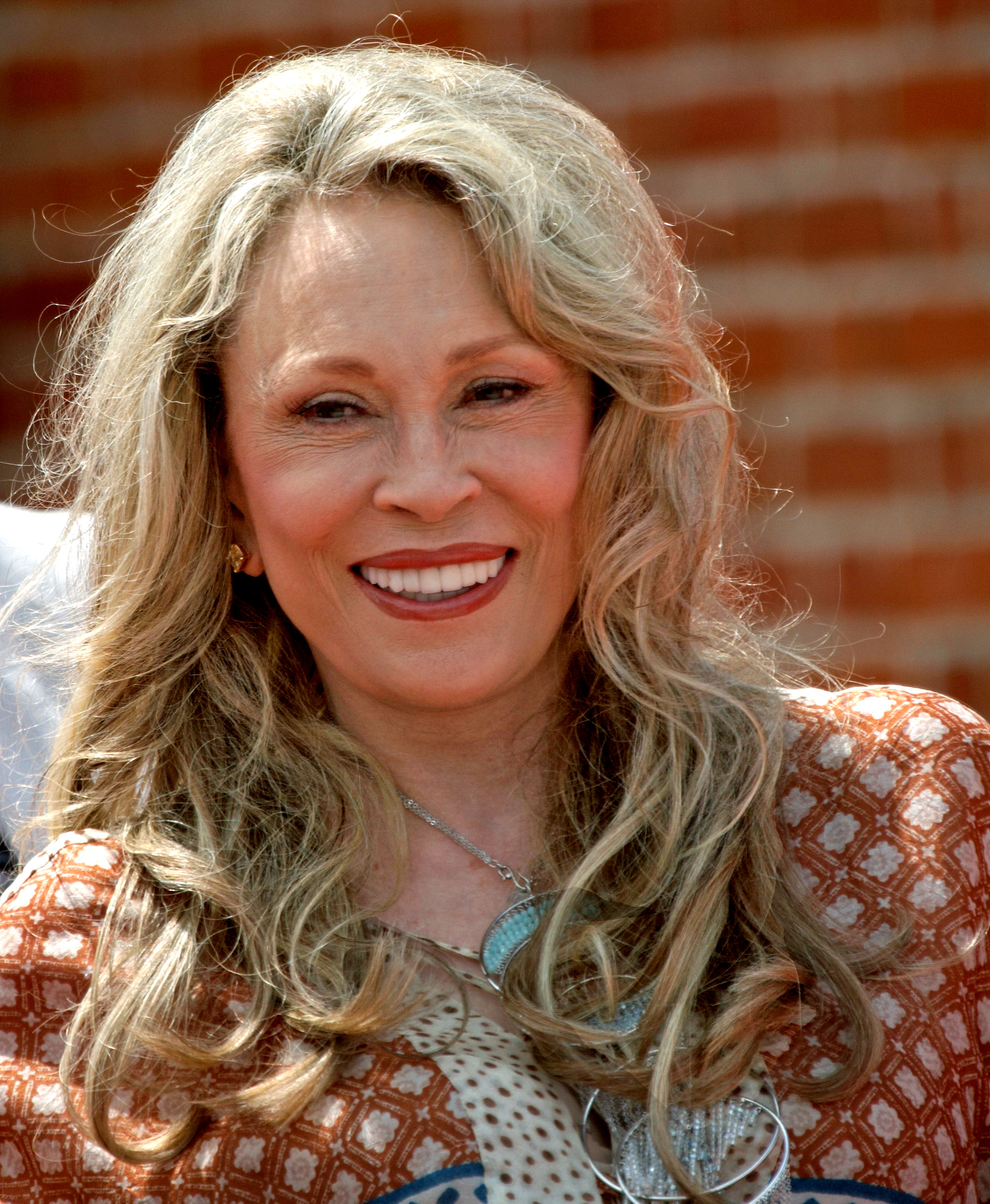
Faye Dunaway

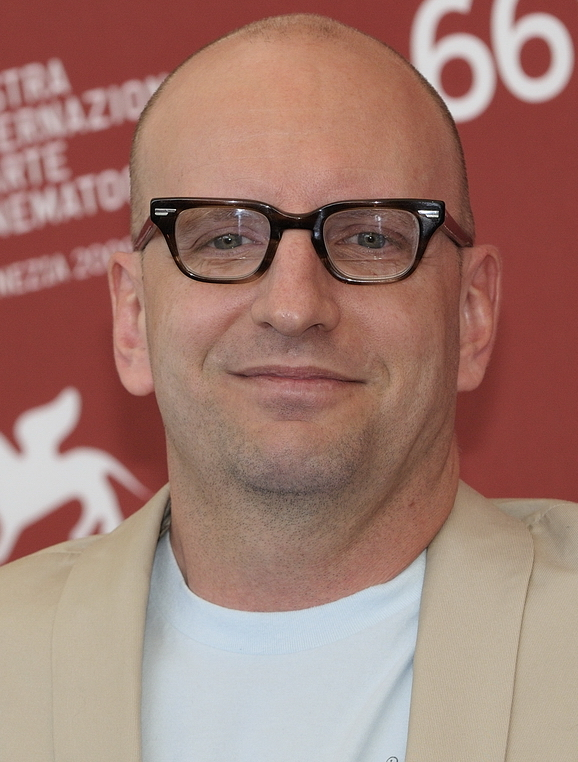
Steven Soderbergh

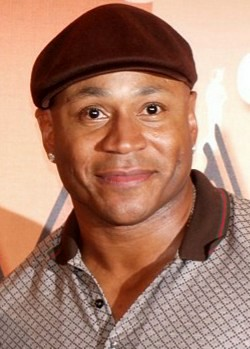
LL Cool J

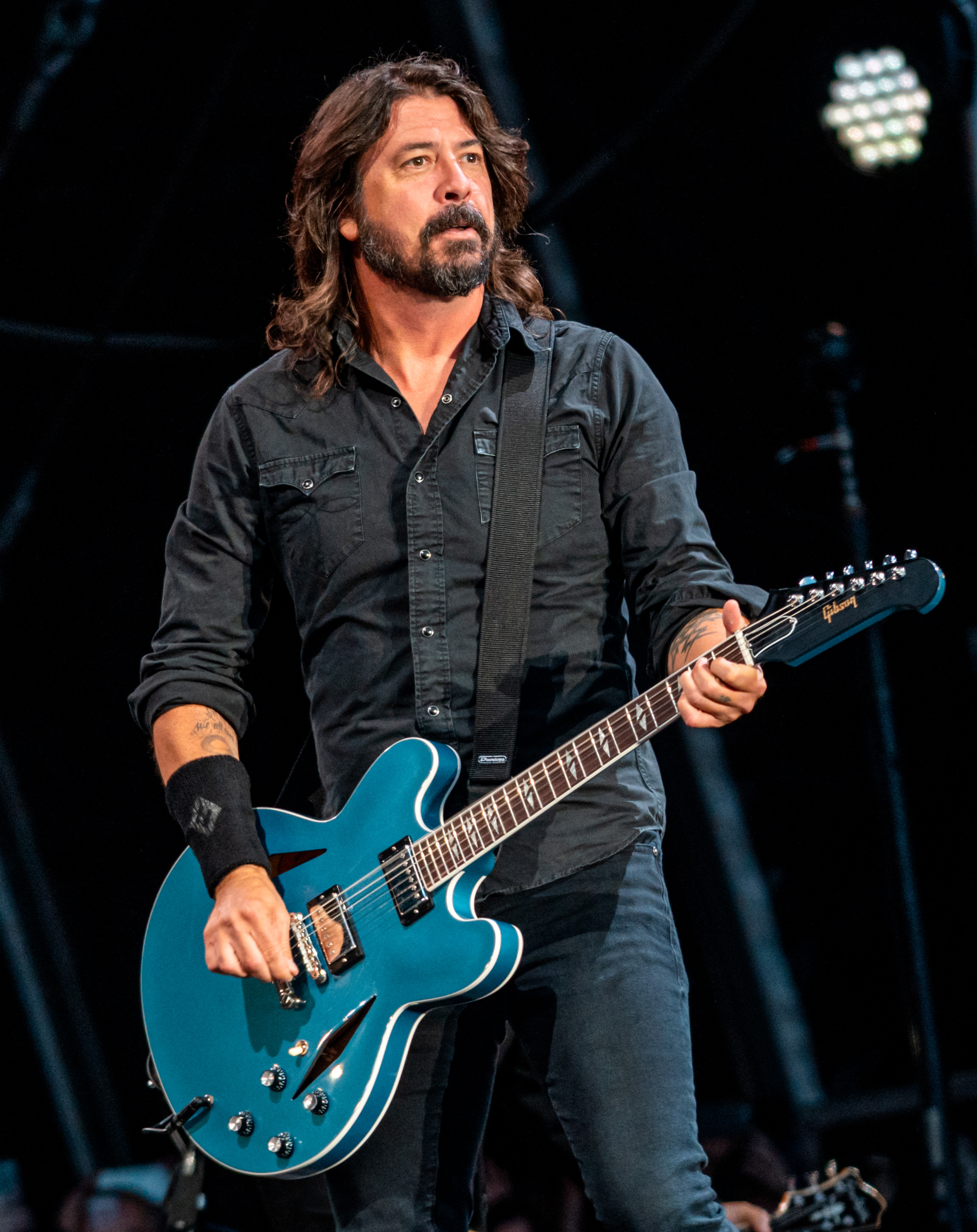
Dave Grohl

### Anterior ao século XIX
- 83 a.C. — Marco António, militar e político romano (m. 30 a.C.).
- 1131 — Valdemar I da Dinamarca (m. 1182).
- 1273 — Joana I de Navarra, rainha reinante de Navarra, rainha consorte da França (m. 1305).
- 1451 — Franchinus Gaffurius, compositor e teórico italiano (m. 1522).
- 1477 — Hermann von Wied, arcebispo alemão (m. 1552).
- 1507 — Catarina de Áustria, rainha de Portugal (m. 1578).
- 1551 — Abu'l-Fazl ibn Mubarak, grão-vizir do imperador Akbar (m. 1602).
- 1552 — Alberico Gentili, acadêmico e jurista ítalo-inglês (m. 1608).
- 1684 — Jean-Baptiste van Loo, pintor francês (m. 1745).
- 1700 — Picander, poeta e dramaturgo alemão (m. 1764).
- 1702 — Nakamikado, imperador do Japão (m. 1737).
- 1705 — Jean-Baptiste Charles Bouvet de Lozier, marinheiro, explorador e político francês (m. 1786).
- 1741 — Benedict Arnold, general americano-britânico (m. 1801).
- 1767 — Maria Teresa da Áustria, rainha da Saxônia (m. 1827).
- 1800 — Ludwig von Köchel, compositor, botânico e editor austríaco (m. 1877).

### Século XIX
- 1806 — Matthew Fontaine Maury, astrônomo, oceanógrafo e historiador norte-americano (m. 1873).
- 1818 — Zacharias Topelius, escritor e jornalista finlandês (m. 1898).
- 1824 — Vladimir Stasov, crítico russo (m. 1906).
- 1836 — Henri Fantin-Latour, pintor e litógrafo francês (m. 1904).
- 1841 — Berthe Morisot, pintora francesa (m. 1895).
- 1845 — Henry Petty-Fitzmaurice, 5.º Marquês de Lansdowne, político britânico (m. 1927).
- 1850 — Pierre Loti, capitão e escritor francês (m. 1923).
- 1861 — Mehmed VI, sultão otomano (m. 1926).
- 1863
  - Manuel Gomes da Costa, general e político português (m. 1929).
  - Richard Felton Outcault, escritor e ilustrador norte-americano (m. 1928).
- 1875 — Albert Schweitzer, médico e filósofo franco-gabonês (m. 1965).
- 1882 — Hendrik Willem van Loon, historiador e jornalista neerlandês-americano (m. 1944).
- 1883 — Nina Ricci, designer de moda ítalo-francesa (m. 1970).
- 1886 — Hugh Lofting, escritor e poeta britânico (m. 1947).
- 1887 — Hugo Steinhaus, matemático e acadêmico polonês (m. 1972).
- 1892
  - Martin Niemöller, pastor e teólogo alemão (m. 1984).
  - Hal Roach, ator, diretor e produtor norte-americano (m. 1992).
- 1896 — John Dos Passos, romancista, poeta e dramaturgo norte-americano (m. 1970).
- 1897 — Hasso von Manteuffel, general e político alemão (m. 1978).
- 1898 — Juarez Távora, militar e político brasileiro (m. 1975).
- 1899 — Carlos Peña Rómulo, militar e político filipino (m. 1985).

### Século XX

#### 1901–1950
- 1901
  - Bebe Daniels, atriz norte-americana (m. 1971).
  - Alfred Tarski, matemático e filósofo polonês-americano (m. 1983).
- 1904
  - Cecil Beaton, fotógrafo, pintor e figurinista britânico (m. 1980).
  - Babe Siebert, jogador e treinador de hóquei no gelo canadense (m. 1939).
- 1905 — Takeo Fukuda, político japonês (m. 1995).
- 1906 — William Bendix, ator norte-americano (m. 1964).
- 1909 — Joseph Losey, diretor, produtor e roteirista norte-americano (m. 1984).
- 1912 — Tillie Olsen, contista norte-americana (m. 2007).
- 1914 — Harold Russell, militar e ator canadense-americano (m. 2002).
- 1915 — Felix Kaspar, patinador artístico austríaco (m. 2003).
- 1919
  - Giulio Andreotti, jornalista e político italiano (m. 2013).
  - Andy Rooney, militar, jornalista, crítico e personalidade da televisão norte-americano (m. 2011).
- 1920 — Bertus de Harder, futebolista e treinador neerlandês (m. 1982).
- 1921 — Murray Bookchin, escritor e filósofo norte-americano (m. 2006).
- 1924
  - Carole Cook, atriz norte-americana (m. 2023).
  - Guy Williams, ator norte-americano (m. 1989).
- 1925 — Yukio Mishima, poeta e dramaturgo japonês (m. 1970).
- 1926
  - Thomas Tryon, ator e escritor norte-americano (m. 1991).
  - Baltazar, futebolista brasileiro (m. 1997).
- 1928 — Hans Kornberg, biólogo e acadêmico teuto-britânico (m. 2019).
- 1933 — Stan Brakhage, diretor e produtor norte-americano (m. 2003).
- 1934
  - Pierre Darmon, tenista francês.
  - Alberto Rodríguez Larreta, automobilista argentino (m. 1977).
- 1937
  - J. Bernlef, escritor e poeta neerlandês (m. 2012).
  - Leo Kadanoff, físico e acadêmico norte-americano (m. 2015).
- 1938
  - Allen Toussaint, cantor, compositor, pianista e produtor norte-americano (m. 2015).
  - Gino Malvestio, bispo católico brasileiro (m. 1997).
  - Casimiro de Brito, escritor português (m. 2024).
  - Morihiro Hosokawa, jornalista e político japonês.
- 1940
  - Ron Kostelnik, jogador de futebol norte-americano (m. 1993).
  - Marilene Dabus, jornalista brasileira (m. 2020).
- 1941
  - Faye's Dunaway, atriz e produtora norte-americana.
  - Milan Kučan, político esloveno.
- 1942 — Gerben Karstens, ciclista neerlandês (m. 2022).
- 1943
  - Angelo Bagnasco, cardeal italiano.
  - Mariss Jansons, maestro letão (m. 2019).
  - Shannon Lucid, bioquímica e astronauta norte-americana.
  - Holland Taylor, atriz e dramaturga norte-americana.
- 1944 — Marjoe Gortner, ator e norte-americano.
- 1947 — Bev Perdue, educadora e política norte-americana.
- 1948
  - T-Bone Burnett, cantor, compositor, guitarrista e produtor norte-americano.
  - Carl Weathers, jogador de futebol e ator norte-americano (m. 2024).
- 1949
  - Lawrence Kasdan, diretor de cinema norte-americano.
  - Ilyas Salman, ator, diretor e roteirista turco.
- 1950 — Nelson Bornier, político brasileiro (m.2021).

#### 1951–2000
- 1951 — Carme Elías, atriz espanhola.
- 1952 — Călin Popescu-Tăriceanu, engenheiro e político romeno.
- 1953 — Denzil Douglas, educador e político são-cristovense.
- 1954
  - Nelson Machado Filho, dublador brasileiro.
  - Leonardo Cuéllar, futebolista mexicano.
- 1955 — Dominique Rocheteau, futebolista francês.
- 1956 — Ben Heppner, tenor canadense.
- 1959 — Geoff Tate, cantor, compositor e músico teuto-americano.
- 1961 — Rob Hall, montanhista neozelandês (m. 1996).
- 1962 — Luciano Chirolli, ator brasileiro.
- 1963 — Steven Soderbergh, diretor, produtor e roteirista norte-americano.
- 1964 — Mark Addy, ator britânico.
- 1965 — Shamil Bassaiev, guerrilheiro e político checheno (m. 2006).
- 1966
  - Marco Hietala, cantor, compositor, baixista e produtor finlandês.
  - Dan Schneider, produtor de televisão norte-americano.
- 1967
  - Emily Watson, atriz britânica.
  - Zakk Wylde, guitarrista norte-americano.
- 1968
  - Emanuela Orlandi, estudante italiana.
  - LL Cool J, ator e rapper norte-americano.
  - Ruel Fox, futebolista, técnico e presidente de futebol anglo-montserratiano.
- 1969
  - Dave Grohl, cantor, compositor, guitarrista e baterista norte-americano.
  - Jason Bateman, ator, diretor e produtor norte-americano.
  - Martín Vázquez, árbitro de futebol uruguaio.
- 1970 — Carlos Carneiro, ciclista português.
- 1971 — Torsten Amft, desenhista de moda e estilista alemão.
- 1972 — James Key, engenheiro automobilístico britânico.
- 1973 — Giancarlo Fisichella, automobilista italiano.
- 1974 — Kevin Durand, ator canadense.
- 1975
  - Lúcio Bala, futebolista brasileiro.
  - Romerito, futebolista brasileiro.
- 1976 — Davide Casaleggio, empresário e ativista político italiano.
- 1977 — Narain Karthikeyan, automobilista indiano.
- 1978
  - Shawn Crawford, velocista norte-americano.
  - Kuno Becker, ator mexicano.
- 1979
  - Karen Elson, cantora, compositora, guitarrista e modelo britânica.
  - Chris Albright, futebolista norte-americano.
  - Angela Lindvall, modelo e atriz norte-americana.
  - Mansour Al-Thagafi, futebolista saudita.
- 1980
  - Thiago Martinelli, futebolista brasileiro.
  - Cory Gibbs, futebolista norte-americano.
- 1981
  - Hyleas Fountain, heptatleta norte-americano.
  - André Ramiro, ator brasileiro.
- 1982
  - Marc Broussard, cantor, compositor e guitarrista norte-americano.
  - Víctor Valdés, futebolista espanhol.
  - Leo Lima, futebolista brasileiro.
- 1983
  - Johnnier Montaño, futebolista colombiano.
  - Cesare Bovo, futebolista italiano.
  - Alan Bahia, futebolista brasileiro.
- 1984 — Juan Cavia, ilustrador e diretor artístico argentino.
- 1985 — Aaron Brooks, jogador de basquetebol norte-americano.
- 1986 — Yohan Cabaye, futebolista francês.
- 1987
  - Atsushi Hashimoto, ator japonês.
  - Dennis Aogo, futebolista teuto-nigeriano.
- 1988
  - Kacey Barnfield, atriz britânica.
  - Hugo Ventura, futebolista português.
  - Irina Risenzon, ginasta israelense.
  - Jordy, músico francês.
  - Victor Ferraz, futebolista brasileiro.
- 1989 — Chino Darín, ator argentino.
- 1990
  - Lelisa Desisa, fundista etíope.
  - Grant Gustin, ator e cantor norte-americano.
  - Áron Szilágyi, esgrimista húngaro.
- 1991 — Fernando Grijalba, corredor ciclista espanhol.
- 1992 — Robert Brady, futebolista irlandês.
- 1993 — Markéta Gregorová, ativista checa.
- 1994 — Kai, cantor, modelo, ator e dançarino sul-coreano.
- 1996 — Nikita Chernov, futebolista russo.
- 1997 — Francesco Bagnaia, motociclista italiano.
- 1998
  - Pauline Grabosch, desportista alemã.
  - Pittaya Saechua, ator e cantor tailandês.
- 1999 — Declan Rice, futebolista britânico.
- 2000 — Jonathan David,  jogador de futebol canadense.

### Século XXI
- 2001
  - Myron Boadu, futebolista neerlandês.
  - Trai Nimtawat, ator e ex-jogador de basquete tailandês.
  - Luiz Júnior, futebolista brasileiro.

## Mortes

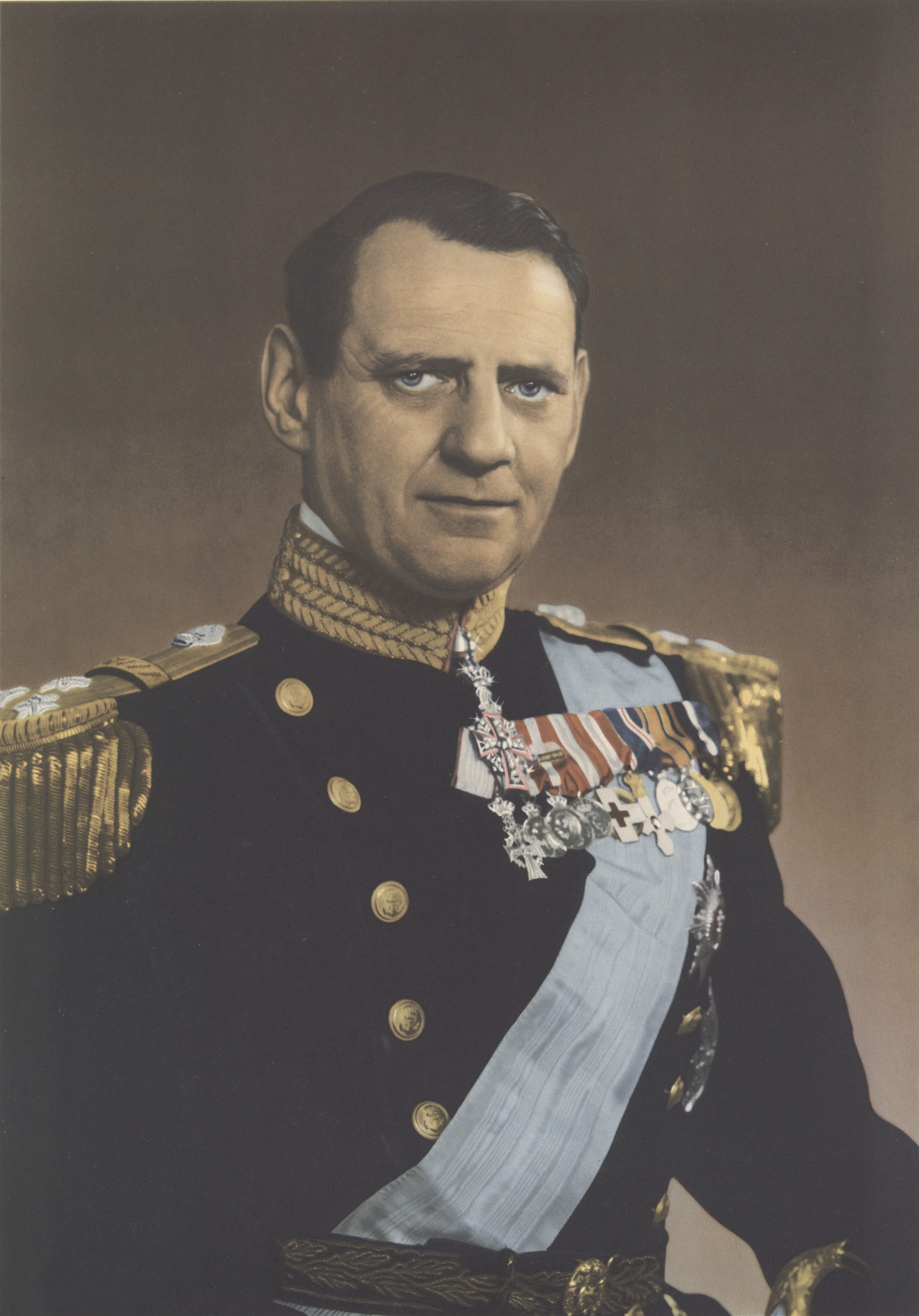
Frederico IX da Dinamarca

### Anterior ao século XIX
- 1092 — Bratislau II da Boêmia (n. 1032).
- 1126 — Ermengarda do Maine, condessa de Maine (n. 1096).
- 1163 — Ladislau II da Hungria (n. 1131).
- 1236 — Sava da Sérvia, arcebispo e santo sérvio (n. 1175).
- 1301 — André III da Hungria (n. 1265).
- 1555 — Jacobus Sylvius, anatomista francês (n. 1478).
- 1648 — Gaspar Barléu, historiador, poeta e teólogo neerlandês (n. 1584).
- 1676 — Francesco Cavalli, organista e compositor italiano (n. 1602).
- 1679 — Jacques de Billy, matemático e acadêmico francês (n. 1602).
- 1701 — Tokugawa Mitsukuni, daimio japonês (n. 1628).
- 1742 — Edmond Halley, astrônomo, geofísico, matemático, meteorologista e físico britânico (n. 1656).
- 1751 — Filipina Henriqueta de Hohenlohe-Langemburgo, condessa de Nassau-Saarbrücken (n. 1679).
- 1752 — Devasahayam Pillai, oficial e santo indiano (n. 1712).
- 1753 — George Berkeley, filósofo e escritor anglo-irlandês (n. 1685).
- 1766 — Frederico V da Dinamarca (n. 1723).
- 1771 — Maria Doroteia de Bragança, infanta portuguesa (n. 1739).

### Século XIX
- 1820 — Guilhermina Carolina da Dinamarca (n. 1747).
- 1825 — George Dance, o Jovem, arquiteto e topógrafo britânico (n. 1741).
- 1833 — Serafim de Sarov, monge e santo russo (n. 1759).
- 1867 — Jean-Auguste Dominique Ingres, pintor e ilustrador francês (n. 1780).
- 1892 — Alberto Vítor, Duque de Clarence e Avondale (n. 1864).
- 1898 — Lewis Carroll, romancista, poeta e matemático britânico (n. 1832).

### Século XX
- 1901
  - Charles Hermite, matemático e teórico francês (n. 1822).
  - Víctor Balaguer, político e poeta espanhol (n. 1824).
- 1905 — Ernst Karl Abbe, físico e engenheiro alemão (n. 1840).
- 1920 — John Francis Dodge, empresário norte-americano (n. 1864).
- 1951 — Gregorios Xenopoulos, escritor, jornalista e dramaturgo grego (n. 1867).
- 1952 — Artur Kapp, compositor e maestro estoniano (n. 1878).
- 1957 — Humphrey Bogart, ator norte-americano (n. 1899).
- 1961 — Barry Fitzgerald, ator irlandês (n. 1888).
- 1965
  - Jeanette MacDonald, atriz e cantora norte-americana (n. 1903).
  - Vespasiano Barbosa Martins, médico e político brasileiro (n. 1889).
- 1966 — Sergei Koroliov, engenheiro e acadêmico ucraniano-russo (n. 1906).
- 1968 — Dorothea Mackellar, poetisa e escritora australiana (n. 1885).
- 1970 — William Feller, matemático e acadêmico croata-americano (n. 1906).
- 1972 — Frederico IX da Dinamarca (n. 1899).
- 1974
  - Cassiano Ricardo, jornalista, poeta e ensaísta brasileiro (n. 1894).
  - Galileo Emendabili, escultor ítalo-brasileiro (n. 1898).
- 1976 — Tun Abdul Razak, advogado e político malaio (n. 1922).
- 1977
  - Peter Finch, ator anglo-australiano (n. 1916).
  - Anaïs Nin, ensaísta e memorialista franco-americana (n. 1903).
  - Anthony Eden, militar e político britânico (n. 1897).
- 1978
  - Harold Abrahams, velocista, advogado e jornalista britânico (n. 1899).
  - Kurt Gödel, matemático e filósofo austro-americano (n. 1906).
  - Blossom Rock, atriz norte-americana (n. 1895).
- 1984 — Ray Kroc, empresário e filantropo norte-americano (n. 1902).
- 1986 — Donna Reed, atriz norte-americana (n. 1921).
- 1987 — Douglas Sirk, diretor e roteirista suíço-alemão (n. 1900).
- 1988 — Geórgiy Malenkov, engenheiro e político russo (n. 1902).
- 1990 — César de Alencar, apresentador de rádio e ator brasileiro (n. 1917).

### Século XXI
- 2002 — Marcos Leite, maestro, compositor e arranjador brasileiro (n. 1953).
- 2003 — Lauro Álvares da Silva Campos, político brasileiro (n. 1928).
- 2004
  - Uta Hagen, atriz teuto-americana (n. 1919).
  - Ron O'Neal, ator, diretor e roteirista norte-americano (n. 1937).
  - Eric Sturgess, tenista sul-africano (n. 1920).
- 2005 — Jesús Rafael Soto, escultor e pintor venezuelano (n. 1923).
- 2006
  - Shelley Winters, atriz norte-americana (n. 1920).
  - Heinrich Severloh, militar alemão (n. 1923).
- 2007
  - Vassilis Photopoulos, pintor, diretor e cenógrafo grego (n. 1934).
  - Darlene Conley, atriz norte-americana (n. 1934).
- 2008
  - Judah Folkman, médico, biólogo e acadêmico estadunidense (n. 1933).
  - Richard Knerr, inventor norte-americano (n. 1925).
- 2009 — Ricardo Montalbán, ator mexicano (n. 1920).
- 2010
  - Antonio Fontán Pérez, jornalista e acadêmico espanhol (n. 1923).
  - Bobby Charles, cantor e compositor norte-americano (n. 1938).
  - Charles Nolte, ator norte-americano (n. 1923).
  - Petra Schürmann, atriz, apresentadora de televisão e modelo alemã (n. 1933).
- 2012 — Arfa Karim Randhawa, estudante e prodígio da informática paquistanesa (n. 1995).
- 2013 — Conrad Bain, ator canadense-americano (n. 1923).
- 2014
  - Jon Bing, escritor e acadêmico norueguês (n. 1944).
  - Mae Young, wrestler norte-americana (n. 1923).
  - Juan Gelman, poeta, jornalista e tradutor argentino (n. 1930).
- 2016
  - Shaolin, humorista brasileiro (n. 1971).
  - Alan Rickman, ator e diretor britânico (n. 1946).
- 2017 — Zhou Youguang, sociólogo chinês (n. 1906).
- 2018
  - Cyrille Regis, futebolista franco-guianense-britânico (n. 1958).
  - Dan Gurney, automobilista norte-americano (n. 1931).
- 2020 — Joël Robert, piloto de motocross belga (n. 1943).
- 2021
  - Cliff Burvill, ciclista australiano (n. 1937).
  - Carlo Franchi, automobilista italiano (n. 1938).
- 2025 — Benedito de Lira, político brasileiro (n. 1942).

## Feriados e eventos cíclicos

### Internacional
- Ano Novo – Celebrado no cristianismo oriental

### Brasil
- Aniversário do município de Miguelópolis, SP

### Portugal
- Batalha das Linhas de Elvas - Feriado municipal em Elvas.

### Cristianismo
- Devasahayam Pillai
- Félix de Nola
- Fulgêncio de Cartagena
- Macrina Maior
- Odo de Novara
- Pedro Donders

## Outros calendários
- No calendário romano era o 19.º dia (XIX) antes das calendas de fevereiro.
- No calendário litúrgico tem a letra dominical G para o dia da semana.
- No calendário gregoriano a epacta do dia é xvii.